# Nous sommes tous encore ici
Pour plus de détails, voir Fiche technique et Distribution.
Nous sommes tous encore ici est un film suisse réalisé par Anne-Marie Miéville, sorti en 1996.

## Synopsis
Un film en trois actes :
1. Deux comédiennes interprètent Calliclès et Socrate dans un extrait du Gorgias de Platon.
2. Un acteur entouré de personnages secondaires répète un texte de Hannah Arendt sur la nature du totalitarisme.
3. La comédienne incarnant Socrate dans la 1re partie rencontre l'acteur de la répétition théâtrale.

## Fiche technique
- Titre : Nous sommes tous encore ici
- Réalisation : Anne-Marie Miéville
- Scénario et dialogues : Anne-Marie Miéville
- Image : Christophe Beaucarne
- Son : Olivier Burgaud, Christophe Giovannoni
- Musique : Ketil Bjørnstad
- Costumes : Marina Zuliani
- Production : Peripheria  / Les Films du losange  / Vega Film / Les Films Alain Sarde  / Canal+ - Télévision suisse romande (TSR)
- Dates de sortie :
  - 1996[1]
  -  19 mars 1997[2]

## Distribution
- Aurore Clément : Socrate
- Bernadette Lafont : Calliclès
- Jean-Luc Godard : L'homme comédien